# Powiat Marienburg (Prusy Zachodnie)
Powiat Marienburg (Westpr.), Powiat Marienburg (Westpreußen), Powiat Marienburg (niem. Landkreis Marienburg (Westpr.), Kreis Marienburg (Westpr.), Landkreis Marienburg (Westpreußen), Kreis Marienburg (Westpreußen), Landkreis Marienburg, Kreis Marienburg; pol. powiat malborski) – dawny powiat na terenie Prus istniejący od 1818 do 1945. Należał na początku do rejencji gdańskiej, w prowincji Prusy Zachodnie, później do rejencji zachodniopruskiej w prowincji Prusy Wschodnie. Siedzibą powiatu było miasto Marienburg. Teren powiatu leży obecnie w województwie pomorskim.

## Historia
Teren na którym powstał powiat przed zakonem krzyżackim należał do bałtyckiego ludu Prusów. Po upadku zakonu od 1466 do 1772 teren ten był pod polskim panowaniem. Po I rozbiorze Polski teren ten wszedł we władanie Prus. Powiat powstał 1 kwietnia 1818 r. Od 3 grudnia 1829 do 1878 należał do prowincji Prusy. 10 stycznia 1920 po ustaleniach traktatu wersalskiego z terenów powiatu leżących na zachód od Nogatu, utworzono Wolne Miasto Gdańsk, tereny na wschód od Nogatu zostały przy Niemczech. 1 lipca 1922 powiat włączono do prowincji Prusy Wschodnie, rejencji zachodniopruskiej. 1 września 1924 do miasta Marienburg przyłączono gminy  Tessensdorf i Willenberg z powiatu Stuhm. 26 listopada 1939 powiat włączono do rejencji kwidzyńskiej w okręgu Gdańsk-Prusy Zachodnie. 
1 stycznia 1945 na terenie powiatu znajdowało się jedno miasto:
- Marienburg (Malbork)

oraz 36 innych gmin.